# Skruvpalmer
Skruvpalmer, (Pandanaceae) är en familj Enhjärtbladiga växter växter omfattande omkring 700 arter träd, buskar och klätterväxter i gamla världens tropiska och subtropiska trakter. De förekommer särskilt i kustnära områden och i sumpig växtmiljö.
Stammen på växterna stöds ofta av luftrötter och de smala styva bladen sitter i spiral i skottspetsarna. Familjen är tvåbyggare och de enkönade blommorna är enkelt byggda och sitter placerade i kolvar, ofta i ett färgat hölsterblad. Frukten är bär eller bärlik och hos många arter ätlig. Arternas blad har använts som tacktäckningsmaterial, särskilt i Polynesien och Nya Guinea, luftrötternas fibrer har använts till tågvirke. Blommorna används även inom parfymindustrin.
Familjen omfattar bland annat släktena Pandanus med omkring 600 arter och släktet Freycinetia med omkring 100 arter.